# Richard Ciupka
Richard Ciupka (Liegi, 1950) è un regista e direttore della fotografia canadese.

## Filmografia

### Regista
- La maschera del terrore (Curtains) (1983) - film
- Heritage Minutes (1991-1992) - serie TV
- Coyote (1992) - film
- 10-07: L'affaire Zeus (1995) - serie TV
- Emily of New Moon (1998) - serie TV
- The Hunger (The Hunger) - serie TV
- The Last Breath (1999) - film
- Task Force (2000) - film
- The Mysterious Miss C. (2002) - film